# 一片空白
《一片空白》（英：Tabula Rasa），是美國電視連續劇《迷失》的第一季第三集的劇集集目。
這一集由積克·班德（Jack Bender）執導，戴蒙·林道夫（Damon Lindelof）編劇，在2004年10月6日於美國廣播公司首播。主要角色凱特·奧斯頓在這集中均有回憶情節，描述她的背景故事。
本集標題Tabula Rasa是拉丁語中的一句詞語，正確翻譯為"一板空白"，形容迷失島上的生還者會在這一板上開始寫生活的新一頁，之前發生的事無人所知，而且外面的世界早以為他們在飛機内空中死了。

## 概述
沙灘上，眾生還者在飛機殘骸中搜尋自己的行李，傑克·謝潑德（Jack Shephard）繼續向愛德華·麥斯（Edward Mars）施行急救術。麥斯向傑克警告，凱特·奧斯頓（Katherine Austen）是一名危險人物，他必須找到她，傑克認為麥斯發燒胡思亂想，並不相信他所言。於是麥斯叫傑克翻找自己的外衣，竟找到凱特的罪犯檔案臉部照片，一時驚異莫名。
山上凱特一行人下山返回沙灘，但天色漸晚，布恩·卡利斯爾（Boone Carlyle）提議在山上扎營，明天才起行回沙灘，詹姆斯·「索耶」·福特（James "Sawyer" Ford）卻不肯停步，寧願夜行回去。薩伊德·賈拉（Sayid Jarrah）認為「怪物」可能出現，索耶揚出手槍，叫他交出子彈夾，自己回去，凱特喝止索耶，她表示認同薩伊德的說法，索耶反問為什麼相信，凱特回覆她總之就是相信。
夜裡，一行人扎營並起了營火，薩伊德以石頭模疑海洋航空815航班自澳洲起飛的航程，向眾人描述大家大致身處的範圍，查理·佩斯（Charlie Pace）認為人造衛星會找到他們出來，然而薩伊德否定了這假設，因為人造衛星只能點對點搜尋，不知道身處的範圍則無效。索耶換了話題，討論無線電接收器收到的神秘訊號，訊號中的法國女人表示「其他人都全死了」，且循環播放了十六年而無人得知。布恩要把這消息告訴沙灘的人，香農·盧瑟福（Shannon Rutherford）聞之反對，她不想自己不靈光的法語成為眾人笑柄。薩伊德也反對，叫布恩不要把消息告訴沙灘的人，否則會引起生還者驚慌，令他們失去生存希望。凱特則說，必須向生還者說謊，隱瞞事實。
沙灘中，雨果·「赫利」·瑞斯（Hugo "Hurley" Reyes）猜測「怪物」是什麼生物，或許是恐龍，傑克笑說恐龍已經絕種，然而他沒看清「怪物」是怎麼樣。赫利和傑克查看愛德華·麥斯（Edward Mars）的傷勢，赫利認為麥斯救不活，傑克表示抗生素可醫治，但抗生素無效的話，他也束手無策。此時，赫利瞄到了凱特的罪犯檔案臉部照片，大吃一驚，傑克連忙收回，赫利表示她可能是反社會型人格異常，傑克制止他再說下去。
山上眾人睡覺，布恩悄悄偷去索耶的手槍和薩伊德的子彈夾，眾人驚醒，索耶和薩伊德非常憤怒，布恩說不信他們兩個，香農提議由凱特保管，眾人同意，布恩遂把手槍交予凱特。
凱特的回憶情節：凱特在農場醒來，農場主人雷用鳥槍指向她，他確定凱特無害後，問她來自哪裡和叫什麼名字，凱特回答她自鄰鎮徒步前來，名叫安妮。雷煮早餐給她，凱特告訴他，她是加拿大人，大學畢業後打算到處走走，來到澳洲墨爾本，唯當地無人認識，旅費用盡，無奈之下才暫宿農場一晚。雷表示他的妻子自八個月前去世以後，留下家務和債務無人整理，他希望聘請凱特幫忙，凱特答應，打算握手的時候，才知雷右手已失。
第二天，赫利告知傑克凱特一行人回來，薩伊德向沙灘眾人表示無線電接收器接收不到訊號，沒法求救，眾人極之失望，薩伊德示意大家收集電子設備，或可加強收器接功能。此外，他要大家分配好食物和食水，將生環者分成三組，第一組由薩伊德領導，負責尋找水源；第二組收集電子設備；第三組分配食物。傑克走向凱特處，凱特告訴他無線電接收器所接收的真相，傑克也希望凱特告知自己的真正身份，但凱特隻字不提，她問及麥斯的傷勢，傑克表示嚴峻，他向凱特慌稱麥斯神志不清，凱特放心。
大眾被分派工作，赫利對凱特非常憂慮，然而傑克不敢妄下判斷，因此保持中立，赫利同意，表示由麥斯自己處理為妙。然而醫治麥斯的抗生素用得七七八八，要再在飛機殘骸中尋找，赫利怕見殘骸中的屍體，於是傑克自己找去。殘骸中，傑克搜尋藥物期間，索耶也在收沒遇難者的遺物，傑克指控他是掠奪死者，索耶不以為意。索耶反言傑克救援麥斯之舉將徒勞無功，光靠機上藥物，根本救不了重傷的麥斯。
查理見到克萊爾·李特頓（Claire Littleton）辛苦拖行行李，前往幫手，他將行李抬到輪椅上，方便運送，又安慰她。白善華（Paik Sun Hwa）找到行李，給權真秀（Kwon Jin Soo）檢示，原來不是自己的，而且真認為善太髒，要她梳洗去，雖然真最後說「我愛妳」，善強顏歡笑。查理問及克萊爾腹中孩子安好，又問她丈夫在哪，克萊爾卻說自己未婚。赫利遇到凱特，神情尷尬，兩人互相自我介紹，凱特想知道傑克在哪，被告知在飛機殘骸中，當赫利瞧見她保管的手槍，大感不妙，藉詞狼狽離去，凱特起疑。
這時又突然下雨，凱特去到麥斯處，回憶情節：三個月後的深夜，凱特在農舍暗格拿起她的儲畜，雷闖入，問她為什麼不用銀行儲存，凱特表示自有打算，雷知道她要離開，留住了她，堅持第二天早晨駕車送她到火車站。
凱特瞧住麥斯之時，麥斯突然醒來，他一手握住凱特的頸子，她呼吸不了，傑克回來救了凱特，麥斯休克暈倒，傑克質問凱特對麥斯做過什麼？凱特回答只是望住他而已。傑克施行急救，表示麥斯對抗生素無效，內出血且發燒，腹部硬化，三四日內會在極痛苦情況下死去，凱特表示為免麥斯痛苦，最好進行安樂死。傑克聽見後異常憤怒，告知她，自己已經見過她的罪犯檔案臉部照片，才不會與她同謀謀殺。
凱特的回憶情節：凱特與雷一同乘車往火車站，在路上，雷態度閃縮，凱特起疑，她瞧見他們的卡車被麥斯追隨。雷承認，幾日前他看到郵局中凱特的通緝海報，打算告發她換得23000澳元獎金以還債務，麥斯座駕平行而上，一臉得意。
麥可（Michael Dawson）要求兒子沃特（Walt Lloyd）遠離神秘的約翰·洛克（John Locke）。沃特要求麥可找回他的狗雲遜，麥可同意雨停了便去找。麥可走入叢林找雲遜時，意外看到正在洗澡的善 。
凱特的回憶情節：麥斯座駕平行而上，凱特突然猛拉方向盤，導致雷的車翻到路旁。當凱特從燃燒的車輛拉出雷，麥斯用槍指向她。
麥斯要求單獨見凱特，當她進入帳篷，麥斯問凱特，在他被砸暈前，她要求他幫什麼忙。凱特告訴他，她希望確保雷得到他的獎勵。麥斯問她，他是否快要死了，凱特點點頭。傑克看見凱特離開，跟著聽見一聲槍響，看見索耶拿著槍從帳篷走出來。傑克很憤怒，但索耶聲稱麥斯要求他這樣做。突然聽見了低沉的咳嗽，原來索耶射偏了，打不中麥斯的心臟，反而射穿了他的肺部，導致他更多的痛苦。傑克叫其他人離開帳篷，跟著把麥斯殺死。
洛克用一個哨子找回沃特的狗，並靜靜地告訴了麥可。
凱特想告訴傑克她所犯的罪，但他不想知道，並稱以前的事並不重要，現在所有的倖存者都應該重新開始。